# João Varela (Cap-Vert)
João Varela est une localité du sud de l'île de Santiago au Cap-Vert.

## Description
João Varela est située à 5 km au nord-est de Cidade Velha et à 9 km au nord-ouest de la capitale Praia.
Porto Gouveia fait partie de la municipalité de Ribeira Grande de Santiago.

## Villes proches ou limitrophes
- Rui Vaz, nord
- São Domingos (Santiago), est-nord-est
- São Francisco, est
- Praia, sud-est
- Cidade Velha, sud
- Porto Gouveia, sud-est
- Santa Ana, ouest

## Population
Au recensement de 2010, la ville comptait 394 habitants.